# Luis Planas
Luis Planas Puchades (Valencia, 20 novembre 1952) è un politico spagnolo. Dal 7 giugno 2018 è ministro dell'agricoltura, della pesca e dell'alimentazione nei governi Sánchez I, II e III.